# Toba (Japon)
Pour les articles homonymes, voir Toba.
Toba (鳥羽市, Toba-shi) est une ville située dans la préfecture de Mie, au Japon.

## Géographie

### Situation
Toba est située dans l'est de la préfecture de Mie, au bord de l'océan Pacifique, au Japon.
La ville fait partie du parc national d'Ise-Shima.

### Démographie
Au 31 juillet 2018, la population de la ville de Toba était de 18 909 habitants répartis sur une superficie de 107,34 km2.

## Histoire
Toba s'est développée à l'époque d'Edo (1603-1868) en tant que centre administratif du domaine de Toba. La ville moderne a été fondée officiellement le 1er novembre 1954, après la fusion de sept villages et du bourg de Toba.

## Transports
Toba est desservie par les lignes ferroviaires des compagnies JR Central et Kintetsu. La gare de Toba est la principale gare de la ville.
La ville possède un port.

## Culture locale et patrimoine

### Patrimoine architectural
- Château de Toba
- Musée de la mer de Toba

### Aquarium
- Aquarium de Toba

## Jumelages
La ville de Toba est jumelée avec une ville américaine et une ville japonaise :
- Santa Barbara (États-Unis) depuis 1966 ;
- Sanda (Japon) depuis 2011.